# Torpedo de supercavitación Barracuda

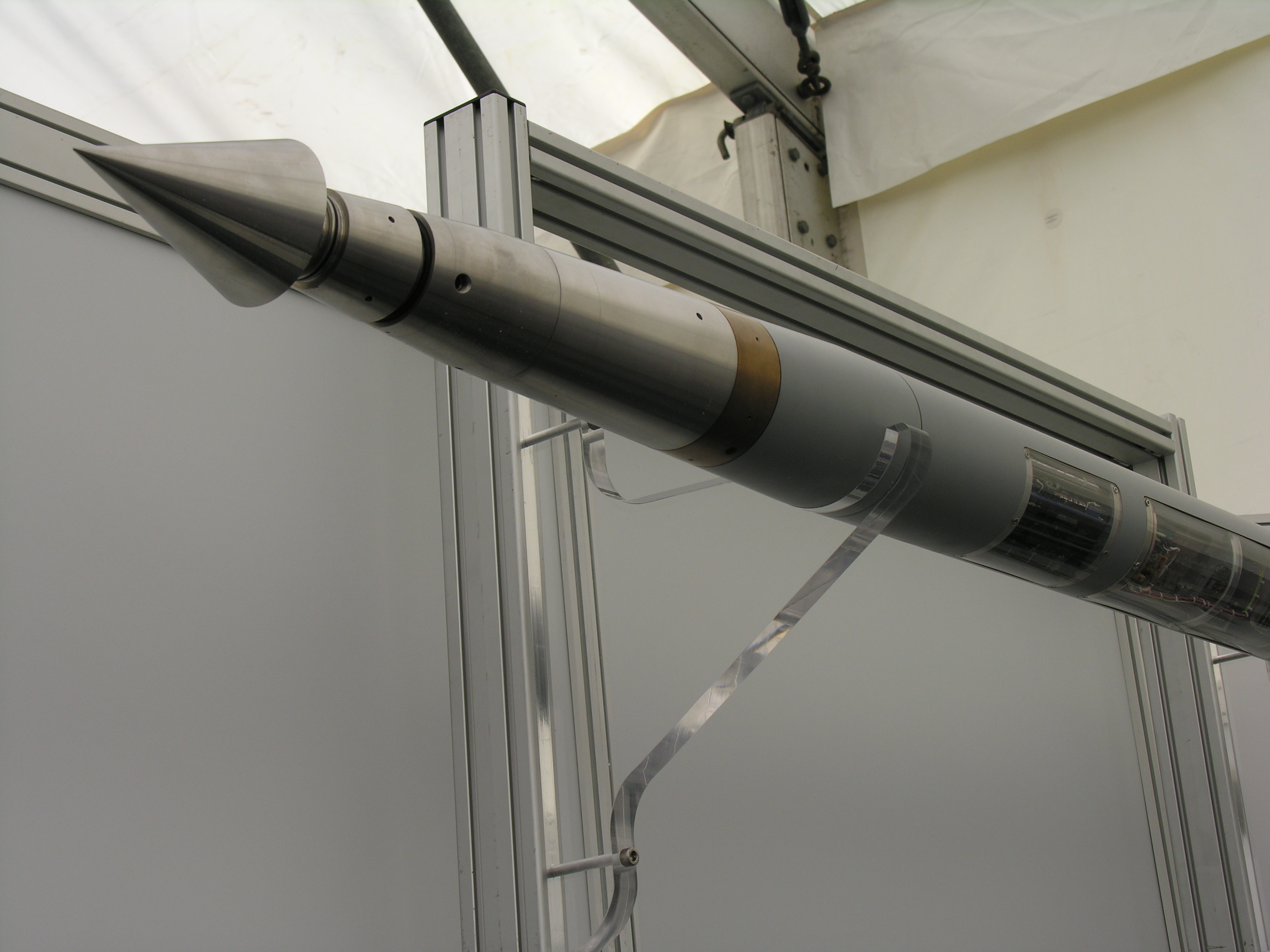
Torpedo Barracuda en la exhibición TechDemo'08, 2008

El Torpedo de supercavitación Barracuda' (Superkavitierender Unterwasserlaufkörper, anteriormente conocido como Barracuda) fue un proyecto de desarrollo de la compañía alemana de armamentos Diehl BGT Defense en cooperación con la Armada alemana. El torpedo supercavitante para la defensa a corta distancia de objetivos submarinos se presentó al público en 2005 como un prototipo, pero nunca entró en desarrollo y adquisición.
Esta forma de torpedo resuelve el problema del arrastre bajo el agua por medio del efecto de supercavitación, donde bajo el agua a una velocidad de alrededor de 180 km / h una cavitación llena de vapor rodea el objeto en movimiento. Solo la punta está en contacto con el agua, por lo que la resistencia a la fricción se reduce considerablemente. La propulsión de tal torpedo ya no puede ser realizada por una hélice, sino que requiere un motor de cohete.
Para dirigir, este torpedo tiene un segmento de cabeza pivotante. Si el torpedo sube o baja, la presión del agua que actúa sobre él también cambia y la burbuja de cavitación cambia. Al hundirse, la presión del agua aumenta y la burbuja se comprime; Cuando el torpedo sube, la presión cae y la burbuja se agranda. Para mantener la burbuja intacta al aumentar la presión del agua, se bombea gas adicional a la vejiga.
Según el fabricante, el torpedo alcanza una velocidad de más de 400 km / h bajo el agua y es orientable. No depende del lanzamiento de submarinos, pero puede sumergirse en el agua desde el aire y continuar su viaje de supercavitación allí.
No existe una defensa conocida contra tal torpedo y, por lo tanto, sería un arma efectiva de corto alcance contra objetivos marítimos militares altamente protegidos y móviles. El sistema también podría combatir otros torpedos de supercavitación no guiados debido a su alta maniobrabilidad.
El sistema es comparable al VA-111 Shkval soviético de 1977.